# SN 1988J
SN 1988J – supernowa typu Ia odkryta 14 marca 1988 roku w galaktyce A114406+6012. W momencie odkrycia miała maksymalną jasność 17,00m.